# 港鐵巴士K54綫
港鐵巴士K54綫是由港鐵巴士營運的屯馬綫接駁巴士路綫，循環來往和田邨及屯門市中心，途經菁田邨、兆康站及屯門公路。此綫於兆康與屯門市中心之間取道屯門公路，為自A73綫停辦12年後，首條途經香港主要幹線之港鐵巴士路綫，亦是首條透過巴士路線計劃開辦的港鐵巴士路綫。
港鐵巴士K54A綫是由港鐵巴士營運的屯馬綫接駁巴士路綫，來往和田邨及兆康站(北)，途經菁田邨。

## 歷史
運輸署在「2019-2020年度屯門區巴士路線計劃」中，建議開辦一條新巴士服務，全日循環來往屯門第54區及兆康站（北），依次途經兆康站、屯門醫院、建生邨及寶田邨，以配合屯門第54區的人口發展，方便相關居民使用相關路線轉乘鐵路前往各區及前往屯門區內主要的社區設施，並決定以招標形式挑選合適的巴士公司營辦此線。建議出爐後，屯門區議員認為應將相關路線交由港鐵巴士營運，以提供鐵路轉乘優惠，並建議將路線延長至屯門市中心，以加強屯門市與54區的連接。
- 2020年10月，運輸署在考慮各地區人士意見後，建議增設循環來往屯門54區（興貴街）及屯門站的路線，並途經屯門醫院、建生邨、山景邨及屯門工業區，同以招標形式決定營辦公司。[4]

- 2021年8月，運輸署宣佈把往返屯門站的路線專營權批予城巴[5]，編號定為50M；至於原有往返兆康站（北）的循環路線，則改為直接交由港鐵巴士營辦而沒有公開招標[6]，並延伸至屯門市中心為循環點，編號為K54[7]，有議員認為此路線的設計會導致兆康站遭「逼爆」，港鐵僅表示會密切留意屯馬綫的客量情況，又稱現時屯門站及兆康站的乘客仍能上車[8]。隨着位於屯門54區的和田邨及菁田邨於2022年7月陸續入伙，此線在同年8月1日正式投入服務[9][10]。

- 2025年1月2日，K54A線投入服務。

## 服務時間及班次
K54與K54A線由和田開出班次提供聯合班次
K54
| 和田邨開                                | 和田邨開    | 和田邨開           |
| 日期                                    | 服務時間    | 班次（分鐘）       |
| --------------------------------------- | ----------- | ------------------ |
| 每天                                    | 06:00-23:15 | 10-20              |
| 和田邨→屯門市中心 (特別班次) (不設回程) |             |                    |
| 日期                                    | 服務時間    | 備註               |
| 每天                                    | 繁忙時間    | 按乘客需求提供服務 |

K54A
| 和田邨開             | 和田邨開    | 和田邨開     |
| 日期                 | 服務時間    | 班次（分鐘） |
| -------------------- | ----------- | ------------ |
| 星期一至五           | 05:45-11:00 | 5-15         |
| 星期一至五           | 14:35-17:30 | 5-15         |
| 星期一至五           | 23:30-00:00 | 5-15         |
| 星期六、日及公眾假期 | 05:45-18:30 | 5-15         |
| 星期六、日及公眾假期 | 23:30-00:00 | 5-15         |
| 兆康站(北)開         |             |              |
| 日期                 | 服務時間    | 班次（分鐘） |
| 星期一至五           | 06:00-10:45 | 5-15         |
| 星期一至五           | 14:20-00:00 | 5-15         |
| 星期六、日及公眾假期 | 06:00-00:15 | 5-15         |

## 收費
| 標準車費              | 標準車費                                                  | 現金 | 八達通 |
| --------------------- | --------------------------------------------------------- | ---- | ------ |
| 成人                  | 成人                                                      | $5.1 | $5.1   |
| 特惠                  | 小童                                                      | $2.2 | $2.2   |
| 特惠                  | 長者（65歲或以上） 「殘疾人士身分」個人八達通（12歲以下） | $2.2 | $2.0   |
| 特惠                  | 「學生身分」個人八達通                                    | $5.1 | $2.2   |
| 特惠                  | 「殘疾人士身分」個人八達通（12-64歲）                     | $5.1 | $2.0   |
| 「樂悠咭」（60-64歲） |                                                           | $5.1 | $2.0   |

| - 3至11歲為小童；65歲或以上為長者。 - 乘客可以現金或八達通於上車時付款，不設找續。 - 合資格學生使用「學生身份」個人八達通繳付車資，可享有特惠車費優惠，費用相等於小童車費，如以現金繳付車費，則必須繳付成人車費。 - 65歲或以上長者使用「樂悠咭」，以及合資格殘疾人士（包括12歲以下合資格殘疾兒童）使用「殘疾人士身份」個人八達通（包括「樂悠咭」）繳付車資，可享有每程$2.0或特惠車費（以較低者為準）的票價優惠；65歲或以上長者如使用長者或一般個人八達通繳付車資，則只可享有相等於小童車費優惠；12至64歲殘疾人士如以現金繳付車費，則必須繳付成人車費。 - 60至64歲香港居民使用「樂悠咭」繳付車資，可享有每程$2.0或成人車費（以較低者為準）的票價優惠，如以現金繳付車費，則必須繳付成人車費。 - 持有全月通2（屯門—南昌）或全月通3（屯門—紅磡）之乘客在車票有效期內確認八達通乘搭本路綫，可獲免費。 - 持有屯門—南昌全日通、遊客全日通或港鐵認可之指定智能車票之乘客在車票有效期內確認有效車票，可獲免費乘搭本路綫。 - 所有港鐵車票（包括但不限於輕鐵車票、港鐵紀念車票及搭十送一車票等；不包括屯門—南昌全日通及指定日子使用的紀念車票），不會獲得免費轉乘優惠。 - 每位成人乘客可免費攜帶最多兩名3歲以下而不佔座位的兒童乘客乘車，超額之3歲以下小童必須繳付小童車費乘車。 - 港鐵公司職員及家屬（不包括外判職員）可免費乘搭本路綫，惟必須拍職員或職員家屬八達通。 - 使用八達通的乘客，於上車拍卡後一小時內轉乘港鐵重鐵網絡（機場快綫除外）／輕鐵，或於港鐵重鐵網絡（機場快綫除外）出閘／輕鐵出站後一小時內轉乘本綫，本路綫車資可獲減免。 - 如轉乘模式為輕鐵／港鐵巴士→港鐵（屯馬綫）→輕鐵／港鐵巴士，整個轉乘行程不可超過兩小時。 |

## 行車路線

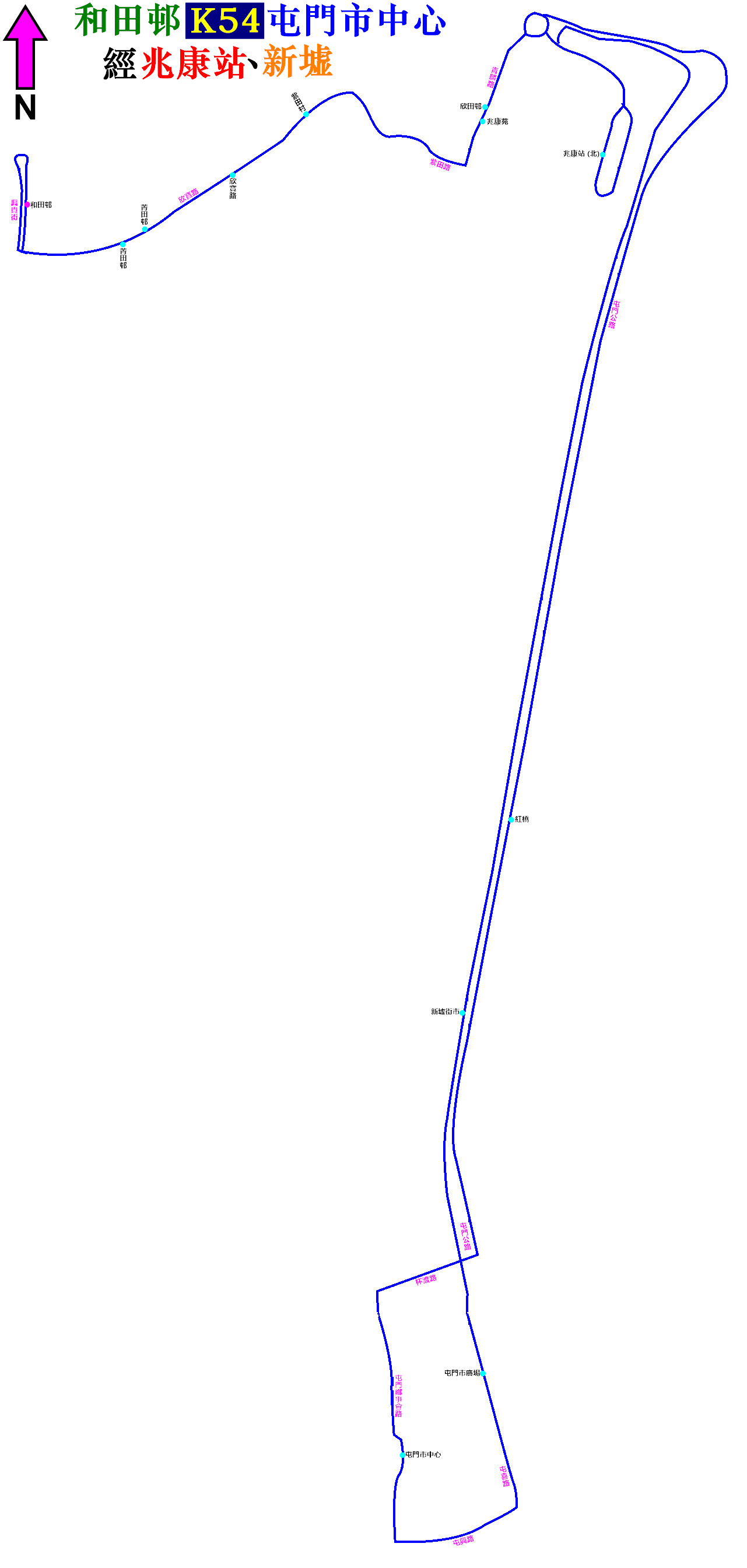
K54線的走線圖

港鐵巴士K54綫由和田邨開出途經興貴街、欣寶路、紫田路、青麟路、兆康站（北）公共運輸交匯處、藍地交匯處、屯門公路、杯渡路、屯門鄉事會路、屯門市中心巴士總站、屯興路、屯喜路、屯門公路、藍地交匯處、兆康站（北）公共運輸交匯處、青麟路、紫田路、欣寶路及興貴街，具體停站請參考資訊框。
港鐵巴士K54A綫由和田邨開出途經興貴街、欣寶路、紫田路、青麟路，由兆康站(北)開出則途經青麟路、紫田路、欣寶路及興貴街，具體停站請參考資訊框。